# Gabriela Ortega Feria
Gabriela Ortega Feria (Cádiz, 30 de julio de 1862-Sevilla, 25 de enero de 1919) fue una bailaora y cantaora española, conocida artísticamente por su propio nombre o como la “señá Gabriela”. Proveniente de una familia gitana de artistas y toreros, se casó en Sevilla con el torero Fernando Gómez “El Gallo”, con quien tuvo seis hijos, tres hombres: Rafael, Fernando y Joselito, y tres mujeres: Gabriela, Trini y Dolores. Vivió por y para su familia, tanto que renunció al baile y a su carrera profesional cuando contrajo matrimonio con el Gallo, en 1885. Enviudó y tuvo que hacer frente a los problemas económicos que esto supuso. Sacó adelante su casa y crio a sus hijos hasta que dos de ellos empezaron a ganar dinero y a mantener a la familia. La salud de Gabriela empeoró y falleció a la edad de cincuenta y seis años.

## Biografía y trayectoria profesional[1]
Gabriela Ortega Feria nació en el seno de una familia gitana y tradicional en la calle Santo Domingo de Cádiz. Desde temprana edad, Gabriela demostró sus dotes artísticos en el baile y en el cante flamenco. Gracias al apoyo de su padre, Enrique Ortega Díaz, conocido como “El Gordo viejo”, bailaor y banderillero, sus padrinos José María Ponce Almiñana, torero y Cristina Ortega Díaz y sus hermanos, entre otros, Gabriela triunfó en ambas disciplinas del flamenco. Cabe destacar de la personalidad de Gabriela Ortega su bondad y generosidad, así como el cuidado y la atención que prestaba a los demás. 
Pronto se trasladó a Sevilla, donde los cafés cantantes empezaban a adquirir cierta popularidad. Gabriela descartó la posibilidad de actuar en casas de señores enriquecidos a puerta cerrada, como había sido hasta entonces lo común, y prefirió comenzar a trabajar en el café El Burrero, llamado posteriormente La Escalerilla, cuya esencia eran los bailes de Gabriela por tangos y alegrías.
En ese café fue donde coincidió con su futuro esposo, el torero Fernando Gómez “El Gallo” (a quien ya conocía anteriormente), que quedó rendido a sus pies al verla actuar por primera vez. Tal fue su pasión por ella, que todas las noches acudía al local invitando al cuadro flamenco que acompañaba a Gabriela, incluso continuando la jornada con fiestas interminables en la antigua Venta de la Victoria.
La familia de Gabriela se opuso continuamente a la relación de ella con el torero. Dadas las complicaciones que esto provocaba, Fernando Gómez “El Gallo” decidió llevársela de Sevilla a escondidas hacia Madrid y hacer de su noviazgo algo más serio. Allí nació Rafael, su primer hijo, en el año 1882. Los hermanos de Gabriela insistieron hasta que El Gallo decidió dar su brazo a torcer y dejarla volver a su casa, en Sevilla, tres años después, 1885, año en el que finalmente se casarían.
Se casó con él en Sevilla y tuvo cinco hijos más, los tres varones, Rafael, Joselito y Fernando estuvieron muy relacionados con el mundo de la tauromaquia, al igual que sus tres hijas, Gabriela, Trini y Dolores que se casaron con tres toreros de renombre, el Cuco, Manolo Martín Vázquez e Ignacio Sánchez Mejías, respectivamente.
La bailaora renunció a su carrera profesional después de casarse, convirtiéndose en una madre ejemplar, trabajadora, y muy devota, tanto que hizo de su estado una religión, es decir, un ideal de vida.
Gabriela formó parte de una de las dinastías gitanas de más popularidad de aquella época, en las que el mundo del toro y del flamenco iban de la mano. El arte de su familia no solo se vio reflejado en Gabriela, sino que su hermano Enrique, llamado el Gordo o el señor Enrique también destacó a finales del siglo XIX como cantaor, haciendo cada vez más populares sus tonás y seguiriyas, y llegando a crear una escuela para enseñar allí todos sus conocimientos sobre el tema. 
Gabriela enviudó el dos de agosto del año 1897 a la temprana edad de 35 años. Fernando Gómez “El Gallo”, su marido, murió en un pequeño pueblo del Aljarafe de Sevilla, Gelves. Tras este duro acontecimiento y como consecuencia de haber dejado de lado su carrera artística cuando se casó, la Señá tuvo que sacar adelante con gran esfuerzo una casa y seis hijos. Trabajó muy duro hasta que Rafael y Fernando empezaron a ganar algo de dinero para poder pagar el sustento de la familia.
Al tiempo, en el año 1919, ella enfermó. Poco a poco fue empeorando, tanto que la prensa publicó en distintas ocasiones artículos sobre sus problemas de salud. Finalmente murió el 25 de enero del mismo año. Muchos afirmaban que la muerte de Gabriela se debía al dolor, la angustia y el sufrimiento que esta sentía cada vez que uno de sus hijos entraba al ruedo.
La revista La Lidia, publicó el día 31 de enero del mismo año un reportaje póstumo con aclaraciones sobre su vida y valoraciones sobre su personalidad, ensalzando sus virtudes como mujer y madre, y con imágenes donde se podía apreciar la Alameda de Hércules, barrio sevillano, abarrotada en el día de su entierro.
El mismo día de su muerte se celebraron varias misas en la capilla de la planta baja de su propia casa. Sus amigos y familiares portaron el ataúd a hombros hasta las afueras de la ciudad, allí dejaron el cadáver en una carroza de lujo que realizaría el traslado de este a San Fernando, Cádiz. Acudieron representantes de todas las clases sociales al traslado del ataúd. La comitiva estaba formada por sus familiares, ganaderos, toreros, banderilleros, picadores e incluso amigos de la hermandad de la Macarena de Sevilla, a la que pertenecían Gabriela y su marido. El cadáver de Gabriela fue sepultado junto al de Fernando Gómez “El Gallo” en un panteón que tiempo antes había adquirido su hijo Joselito.
Se recibieron miles de muestras de cariño dándole el pésame a la familia a través de telegramas y telefonemas, pero sobre todo iban dirigidos a su hijo Joselito, que ya era un torero de renombre en aquella fecha en toda España.

## Repercusión en los medios
La vida de Gabriela Ortega Feria fue recogida y tratada en la prensa. Aunque estuvo poco tiempo ejerciendo como bailaora y cantaora, dejó una gran huella entre la sociedad flamenca, tanto fue así, que el escritor Fernando el de Triana dejó escrito en su libro titulado Arte y artistas flamencos que Gabriela no tenía nada que envidiar a los mejores de su época.
Hoy en día, hay varios sitios webs que recogen su vida desde una perspectiva más alentadora y con mucha exaltación.
Además, el libro de Antología del Baile Flamenco, del autor Manuel Ríos Vargas, recoge el siguiente poema del poeta Manuel Beca Mateos dedicado a la bailaora, lo que pone de manifiesto la repercusión que tuvo y que todavía se puede apreciar. Este poema también sirve para ver de primera mano cómo fue la vida de Gabriela en ojos de otras personas:
Gabriela
Una bata de cola
de percal florío
adorná de volantes
con mil fruncío
Una flor y una peina
de carey labrao
y un pañuelo de talle
toíto bordao.
Un cuerpo de gitana
mú bien plantáo
¡ánfora de Triana
sobre el tablao!
Gabriela
bailaora flamenca
que en El Burrero,
el corazón ganaste
de gran torero.
Gabriela,
más palmas y requiebros
tiés recibíos
que frunces tíe tu bata
de percal florío.
Son tiempos de Silverio
y de El Burrero,
de los polos, los tangos
y del bolero.
Un gitano rumboso
mú pinturero
que en Sevilla tié fama
de gran torero,
tóa la noche se pasa
junto al tabláo;
que de la bailaora
sá enamoráo.
Gabriela,
en los frunces graciosos
de tu vestío
el corazón del Gallo
quedó prendío.
Gabriela,
más penas y dolores
llevas sufrió,
que frunces tíe tu bata
de percal florío.

## La dinastía de los Gallo
La familia que Gabriela Ortega fundó junto con su esposo Fernando Gómez ha pasado a la historia de la tauromaquia con el sobrenombre de la familia Gallo, apodo adjudicado al padre. Los tres hijos hicieron una trayectoria profesional en el toreo, entre los que destaca el hijo José Gómez Ortega, apodado como Joselito o Gallito III, ya que es el tercer hijo varón de la familia. De su trayectoria cabe destacar que se posicionó en la cima del toreo desde muy temprana edad, en otras palabras, sobresalía de entre los demás. Por desgracia, murió como consecuencia de una cornada a la edad de 25 años.
Otro miembro ilustre de esta familia es Gabriela Ortega Gómez, nieta de Gabriela Ortega Feria, que estudió arte dramático y llegó incluso a ganar la Medalla de Oro en Madrid en el arte de la interpretación. Trabajó en Roma y en Argentina entre otros sitios, donde se le otorgó el premio más significativo que se le puede dar a un artista extranjero: El Azteca de Oro.
La relevancia de Gabriela Ortega Gómez sigue plasmada en una glorieta de Sevilla en el parque de María Luisa en un enorme ficus con el nombre de la artista.